# Landschaftsschutzgebiet Breckerfeld

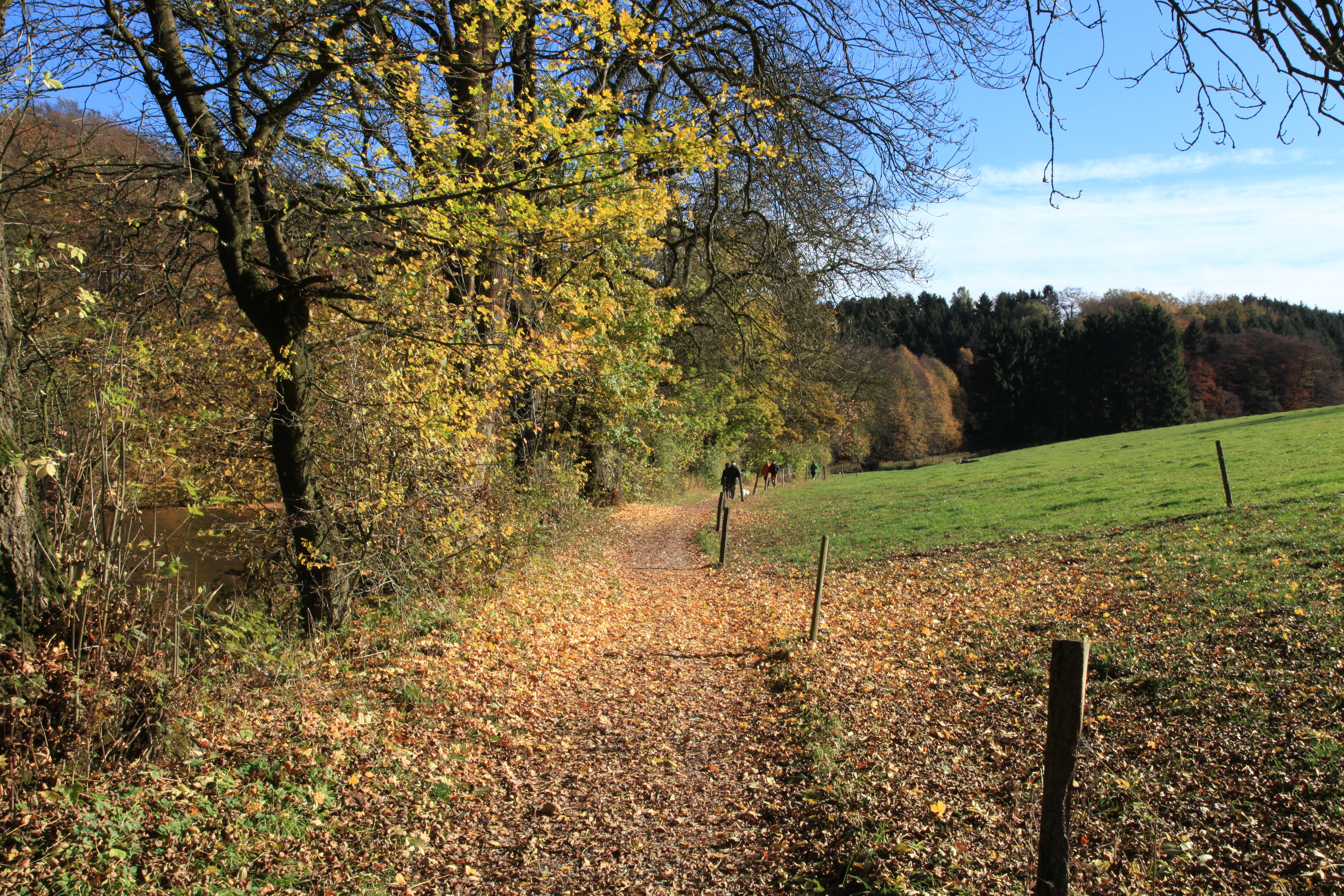
Landschaftsschutzgebiet Breckerfeld

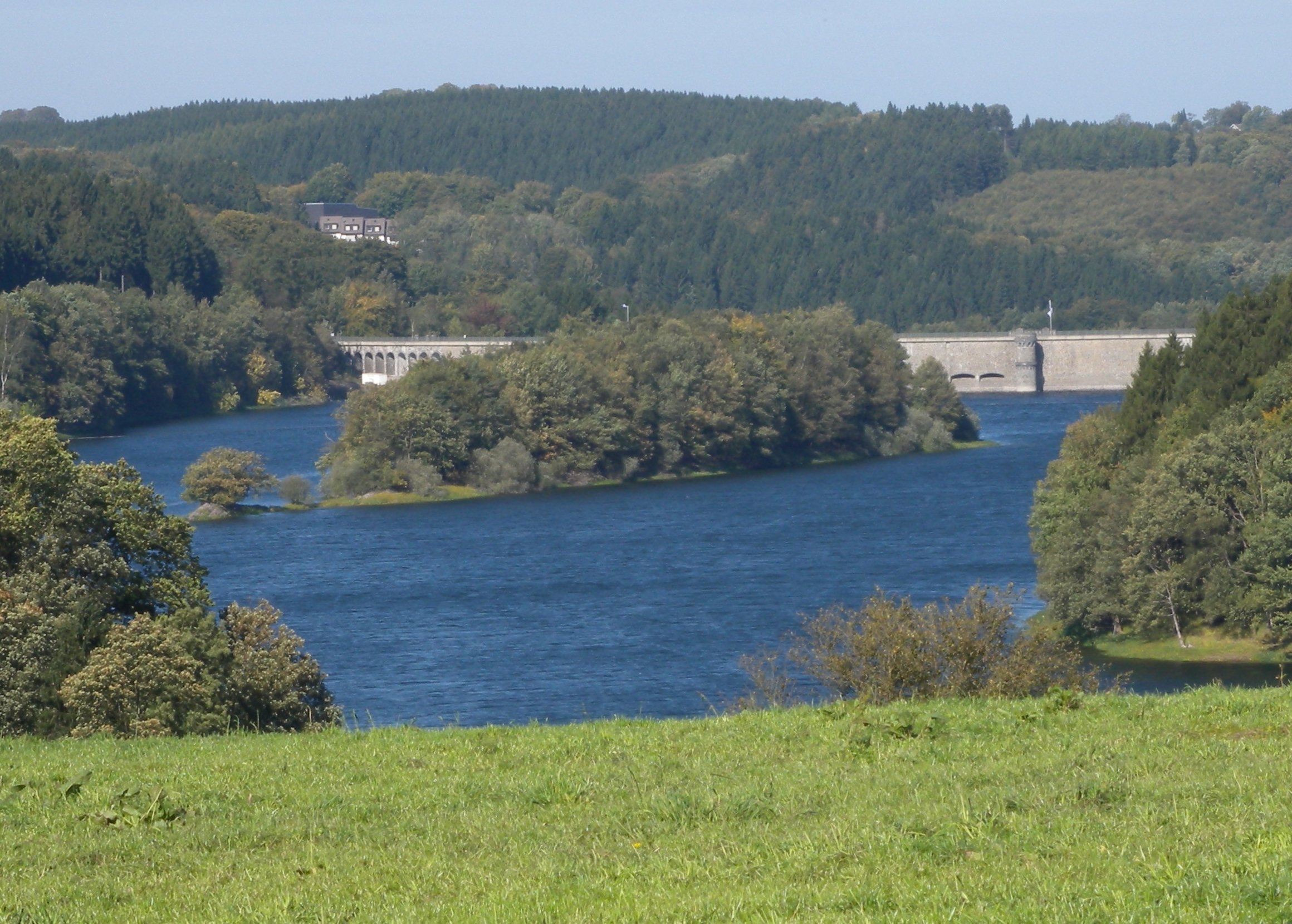
Ennepetalsperre

Das Landschaftsschutzgebiet Breckerfeld mit einer Flächengröße von 5046,39 ha befindet sich auf dem Gebiet der kreisfreien Stadt Breckerfeld in Nordrhein-Westfalen. Das Landschaftsschutzgebiet (LSG) wurde 1990 mit dem Landschaftsplan Raum Breckerfeld vom Kreistag des Ennepe-Ruhr-Kreises ausgewiesen. Bei der 2005 erfolgten Änderung vom Landschaftsplan Raum Breckerfeld durch den Kreistag blieb das LSG bestehen. 

## Beschreibung
Zum Landschaftsschutzgebiet Breckerfeld gehören im Stadtgebiet Breckerfeld alle Flächen außerhalb der bebauten Ortsteile und des Geltungsbereichs eines Bebauungsplans, sofern kein höherer Schutzstatus wie beispielsweise Naturschutzgebiet (NSG) besteht. Im Stadtgebiet wurde nur das 3 ha große Naturschutzgebiet Saure Epscheid und das 9 ha große Naturschutzgebiet Tal der Ennepe ausgewiesen. Im LSG liegen die Ennepetalsperre, die Glörtalsperre und die Heilenbecker Talsperre, die zur Wasserversorgung und zur Flussregulierung der Ruhr eingesetzt wurden und teilweise noch werden. Die Flächen im LSG sind meist Äcker, Grünland und Wälder.